# Campeonato Europeu Júnior de Natação de 1988
O Campeonato Europeu Júnior de Natação de 1988 foi a 15ª edição do evento organizado pela Liga Europeia de Natação (LEN). A competição foi realizada entre os dias 28 e 31 de julho de 1988 em Amersfoort nos Países Baixos. Foi realizado um total de 36 provas com destaque para a Alemanha Oriental com 36 medalhas no total, sendo 14 de ouro.

## Participantes
- Natação: Feminino de 14 a 15 anos (1974 e 1973) e masculino de 16 a 17 anos (1972 e 1971)
- Saltos Ornamentais: Feminino de 15 a 16 anos (1973 e 1972) e masculino de 16 a 17 anos (1972 e 1971)

## Medalhistas

### Natação
Os resultados foram os seguintes. 
Masculino
| Evento          | Ouro                                   | Ouro     | Prata                                   | Prata    | Bronze                                 | Bronze   |
| 50 m Livre      | União Soviética · Raimundas Mažuolis   | 23.05    | União Soviética · Aleksandr Vasiliev    | 23.96    | Alemanha Oriental · Enrico Buchholz    | 24.19    |
| 100 m Livre     | União Soviética · Raimundas Mažuolis   | 50.39    | Alemanha Ocidental · Christian Thurnser | 52.73    | União Soviética · Dmitriy Lepikov      | 52.73    |
| 200 m Livre     | União Soviética · Andrej Romanov       | 1:54.66  | Países Baixos · Vincent Elgersma        | 1:54.77  | União Soviética · Dmitriy Lepikov      | 1:54.94  |
| 400 m Livre     | Alemanha Oriental · Torsten Wilhelm    | 3:59.12  | União Soviética · Aleksey Kudriavtsev   | 4:00.06  | Iugoslávia · Gregor Jurak              | 4:01.21  |
| 1500 m Livre    | Alemanha Oriental · Torsten Wilhelm    | 15:41.30 | União Soviética · Aleksey Kudriavtsev   | 15:49.71 | Reino Unido · Ross Noble               | 16:00.12 |
| 100 m Costas    | União Soviética · Sergey Grishhaev     | 59.28    | Itália · Emanuele Merisi                | 59.92    | Alemanha Ocidental · Lars Kalenka      | 59.98    |
| 200 m Costas    | Alemanha Ocidental · Lars Kalenka      | 2:05.01  | Alemanha Oriental · Ralf Braun          | 2:06.89  | Itália · Emanuele Merisi               | 2:07.43  |
| 100 m Peito     | Reino Unido · Ian McKenzie             | 1:05.31  | Itália · Francesco Postiglione          | 1:05.59  | União Soviética · Aleksandr Dzhaburiya | 1:05.81  |
| 200 m Peito     | União Soviética · Aleksandr Dzhaburiya | 2:21.55  | Reino Unido · Ian McKenzie              | 2:22.05  | Itália · Francesco Postiglione         | 2:22.25  |
| 100 m Borboleta | Iugoslávia · Miloš Milošević           | 56.58    | União Soviética · Mikhail Gromov        | 57.30    | Alemanha Ocidental · Christian Keller  | 57.79    |
| 200 m Borboleta | Alemanha Ocidental · Christian Keller  | 2:07.51  | Polónia · Marek Klechamer               | 2:08.04  | Reino Unido · Christian Robinson       | 2:08.26  |
| 200 m Medley    | União Soviética · Sergey Grabalin      | 2:07.55  | Reino Unido · Paul Pederzolli           | 2:08.88  | Alemanha Oriental · Ralf Domschke      | 2:09.33  |
| 400 m Medley    | União Soviética · Sergey Grabalin      | 4:31.30  | Alemanha Oriental · Ralf Domschke       | 4:36.91  | Alemanha Oriental · Christian Dahle    | 4:37.79  |
| 4x100 m Livre   | União Soviética                        | 3:27.85  | Reino Unido                             | 3:31.88  | Alemanha Ocidental                     | 3:32.59  |
| 4x200 m Livre   | União Soviética                        | 7:36.55  | Alemanha Oriental                       | 7:43.90  | Alemanha Ocidental                     | 7:45.40  |
| 4x100 m Medley  | União Soviética                        | 3:51.61  | Itália                                  | 3:55.52  | Reino Unido                            | 3:57.14  |

Feminino
| Evento          | Ouro                                  | Ouro    | Prata                                | Prata   | Bronze                                | Bronze  |
| 50 m Livre      | Alemanha Oriental · Simone Hellmer    | 26.46   | União Soviética · Elena Kurchina     | 26.55   | Países Baixos · Inge de Bruijn        | 26.56   |
| 100 m Livre     | Roménia · Livia Copariu               | 56.76   | Alemanha Oriental · Simone Hellmer   | 56.98   | Alemanha Ocidental · Stephanie Ortwig | 56.98   |
| 200 m Livre     | Alemanha Ocidental · Stephanie Ortwig | 1:59.92 | Alemanha Oriental · Janin Rotemund   | 2:03.16 | Alemanha Oriental · Grit Müller       | 2:04.42 |
| 400 m Livre     | Alemanha Ocidental · Stephanie Ortwig | 4:11.87 | Alemanha Oriental · Grit Müller      | 4:15.65 | Alemanha Oriental · Jana Henke        | 4:17.75 |
| 800 m Livre     | Alemanha Oriental · Grit Müller       | 8:40.95 | Hungria · Judit Csabai               | 8:43.22 | Alemanha Oriental · Jana Henke        | 8:47.33 |
| 100 m Costas    | Hungria · Krisztina Egerszegi         | 1:02.87 | Hungria · Tünde Szabó                | 1:03.99 | Alemanha Ocidental · Sandra Völker    | 1:04.95 |
| 200 m Costas    | Hungria · Krisztina Egerszegi         | 2:13.69 | Hungria · Tünde Szabó                | 2:17.46 | Alemanha Ocidental · Sandra Völker    | 2:18.37 |
| 100 m Peito     | Hungria · Gabrielle Csepe             | 1:10.77 | Alemanha Oriental · Daniela Brendel  | 1:11.63 | Alemanha Oriental · Suela Knipphals   | 1:11.83 |
| 200 m Peito     | Alemanha Oriental · Daniela Brendel   | 2:31.13 | União Soviética · Yelena Rudkovskaya | 2:31.88 | União Soviética · Jilie Hristova      | 2:32.85 |
| 100 m Borboleta | Alemanha Oriental · Jacqueline Jacob  | 1:01.53 | Alemanha Oriental · Susanne Müller   | 1:02.01 | Países Baixos · Inge de Bruijn        | 1:03.41 |
| 200 m Borboleta | Alemanha Oriental · Peggy Conrad      | 2:14.14 | Alemanha Oriental · Susanne Müller   | 2:15.15 | Roménia · Corina Dumitru              | 2:18.50 |
| 200 m Medley    | Hungria · Krisztina Egerszegi         | 2:17.96 | Alemanha Oriental · Diana Block      | 2:18.87 | Alemanha Oriental · Sabine Herbst     | 2:19.95 |
| 400 m Medley    | Alemanha Oriental · Grit Müller       | 4:49.53 | Alemanha Oriental · Sabine Herbst    | 4:53.17 | Roménia · Diana Ureche                | 4:57.60 |
| 4x100 m Livre   | Alemanha Oriental                     | 3:51.17 | União Soviética                      | 3:52.53 | Alemanha Ocidental                    | 3:54.37 |
| 4x200 m Livre   | Alemanha Oriental                     | 8:14.73 | Alemanha Ocidental                   | 8:22.23 | União Soviética                       | 8:23.12 |
| 4x100 m Medley  | Alemanha Oriental                     | 4:16.46 | Alemanha Ocidental                   | 4:18.59 | União Soviética                       | 4:19.07 |

### Saltos ornamentais
Masculino
| Evento                     | Ouro                           | Ouro   | Prata             | Prata  | Bronze                       | Bronze |
| Trampolim 3 m individual   | Alemanha Oriental · Jan Hempel | 595.29 | Espanha · Alvarez | 555.87 | União Soviética · Baranovski | 538.98 |
| Plataforma 10 m individual | Alemanha Oriental · Jan Hempel | 583.68 | Espanha · Alvarez | 578.88 | União Soviética · Andrioux   | 567.06 |

Feminino
| Evento                     | Ouro                              | Ouro   | Prata                               | Prata  | Bronze                              | Bronze |
| Trampolim 3 m individual   | União Soviética · Iryna Pissareva | 509.37 | Alemanha Oriental · Jeanette Gierke | 493.80 | Alemanha Oriental · Claudia Bockner | 469.35 |
| Plataforma 10 m individual | Alemanha Oriental · Anke Piper    | 405.00 | Alemanha Oriental · Dörte Lindner   | 403.77 | União Soviética · Biriukova         | 401.43 |

## Quadro de medalhas
| Ordem | País               | Medalha de ouro | Medalha de prata | Medalha de bronze | Total |
| ----- | ------------------ | --------------- | ---------------- | ----------------- | ----- |
| 1     | Alemanha Oriental  | 14              | 13               | 9                 | 36    |
| 2     | União Soviética    | 11              | 7                | 9                 | 27    |
| 3     | Alemanha Ocidental | 4               | 3                | 8                 | 15    |
| 4     | Hungria            | 4               | 3                | 0                 | 7     |
| 5     | Reino Unido        | 1               | 3                | 3                 | 7     |
| 6     | Roménia            | 1               | 0                | 2                 | 3     |
| 7     | Iugoslávia         | 1               | 0                | 1                 | 2     |
| 8     | Itália             | 0               | 3                | 2                 | 5     |
| 9     | Países Baixos      | 0               | 1                | 2                 | 3     |
| 10    | Espanha            | 0               | 2                | 0                 | 2     |
| 11    | Polónia            | 0               | 1                | 0                 | 1     |
| Total | Total              | 36              | 36               | 36                | 108   |

Legenda
| Recorde mundial       | Recorde mundial (World record)               |                       | Recorde africano                      | Recorde africano (African) |                                           | Q | Classificado por posição (Qualified) |
| Recorde do campeonato | Recorde do campeonato (Championship record)  | Recorde da América    | Recorde da América (Americas)         | q                          | Classificado por melhor tempo (Qualified) |   |                                      |
| Melhor marca do ano   | Melhor marca do ano (World leading)          | Recorde asiático      | Recorde asiático (Asian)              | DNS                        | Não largou (Did not start)                |   |                                      |
| Recorde nacional      | Recorde nacional (National record)           | Recorde europeu       | Recorde europeu (European)            | DNF                        | Não terminou (Did not finish)             |   |                                      |
| Recorde pessoal       | Recorde pessoal do atleta (Personal best)    | Recorde da Oceania    | Recorde da Oceania (Oceania)          | DSQ / DQ                   | Desclassificado (Disqualified)            |   |                                      |
| Recorde da temporada  | Recorde da temporada do atleta (Season best) | Recorde sul-americano | Recorde sul-americano (South America) | NM                         | Sem marca (No mark)                       |   |                                      |